# Cárcel de Tocuyito
La cárcel de Tocuyito, oficialmente el Internado Judicial de Carabobo, es la principal prisión del estado Carabobo, Venezuela. Está ubicada cerca de la ciudad homónima de Tocuyito, al suroeste de Valencia.

## Historia
Fue construido entre 1959 y 1963. La prisión fue diseñada para 1200 reclusos, actualmente es la prisión más poblada de Venezuela con más de 2.000 presos. Informes señalaron un promedio de 14 presos muertos al mes entre enero de 1989 y febrero de 1990, de los que la mayoría murieron en incidentes violentos y al menos otros 29 reclusos murieron entre enero y junio de 1993.
En 2010, los detenidos en Tocuyito iniciaron una huelga de hambre debido a los ataques de la Guardia Nacional Bolivariana. En octubre de 2011, los prisioneros mantuvieron como rehenes a 50 oficiales durante dos semanas. Se dice que esta institución es la segunda más peligrosa del país. En 2011, 54 presos murieron y 115 resultaron heridos. En agosto de 2015, 18 personas murieron en un incendio. Fue intervenida en 2023. Actualmente es usado como uno de los campos de concentración hasta que se construya un complejo "Educativo" para los presos políticos y opositores al régimen de Maduro en Venezuela.